# ジョージア州選出のアメリカ合衆国上院議員
以下は、ジョージア州選出のアメリカ合衆国上院議員の一覧である。
ジョージア州は1788年1月2日に連邦に加わった。同州の上院での議席は、1861年3月に連邦からの離脱のために空席となったが、1871年2月には上院の議席に復帰をした。

## 上院議員一覧
| 第2部 第2部の上院議員は1996年, 2002年, 2008年, 2014年, 2020年に改選されている。次の選挙は2026年を予定している。 | 第2部 第2部の上院議員は1996年, 2002年, 2008年, 2014年, 2020年に改選されている。次の選挙は2026年を予定している。 | 第2部 第2部の上院議員は1996年, 2002年, 2008年, 2014年, 2020年に改選されている。次の選挙は2026年を予定している。 | 第2部 第2部の上院議員は1996年, 2002年, 2008年, 2014年, 2020年に改選されている。次の選挙は2026年を予定している。 | 第2部 第2部の上院議員は1996年, 2002年, 2008年, 2014年, 2020年に改選されている。次の選挙は2026年を予定している。 | 第2部 第2部の上院議員は1996年, 2002年, 2008年, 2014年, 2020年に改選されている。次の選挙は2026年を予定している。 | 議会                                                                            | 第3部 第3部の上院議員は1998年, 2004年,2010年,2016年に改選されている。次の選挙は2022年を予定している。 | 第3部 第3部の上院議員は1998年, 2004年,2010年,2016年に改選されている。次の選挙は2022年を予定している。 | 第3部 第3部の上院議員は1998年, 2004年,2010年,2016年に改選されている。次の選挙は2022年を予定している。 | 第3部 第3部の上院議員は1998年, 2004年,2010年,2016年に改選されている。次の選挙は2022年を予定している。 | 第3部 第3部の上院議員は1998年, 2004年,2010年,2016年に改選されている。次の選挙は2022年を予定している。 | 第3部 第3部の上院議員は1998年, 2004年,2010年,2016年に改選されている。次の選挙は2022年を予定している。 |                |
| # | 氏名 | 所属政党 | 在職期間 | 選挙歴 | 任期 | 議会                                                                            | 任期                                                                                                  | 選挙歴                                                                                                | 在職期間                                                                                              | 所属政党                                                                                              | 氏名                                                                                                  | # |                |
| 1 | ウィリアム・フュー                                                                                              | 反行政党 | 1789年3月4日– 1793年3月3日                                                                                      | 1789年選出 再選に失敗                                                                                           | 1 | 1                                                                               | 1 | 1789年選出                                                                                            | 1789年3月4日 – 1801年3月3日                                                                           | 反行政党                                                                                              | ジェームズ・ガン                                                                                      | 1 |                |
| 1 | ウィリアム・フュー                                                                                              | 反行政党 | 1789年3月4日– 1793年3月3日                                                                                      | 1789年選出 再選に失敗                                                                                           | 1 | 2                                                                               | 1 | 1789年選出                                                                                            | 1789年3月4日 – 1801年3月3日                                                                           | 反行政党                                                                                              | ジェームズ・ガン                                                                                      | 1 |                |
| 2 | ジェームズ・ジャクソン                                                                                          | 反行政党 | 1793年3月4日 – 1795年11月16日                                                                                   | 1793年選出 州議会選に出馬のため辞職                                                                             | 2 | 3                                                                               | 1 | 1789年選出                                                                                            | 1789年3月4日 – 1801年3月3日                                                                           | 反行政党                                                                                              | ジェームズ・ガン                                                                                      | 1 |                |
| 2 | ジェームズ・ジャクソン                                                                                          | 反行政党 | 1793年3月4日 – 1795年11月16日                                                                                   | 1793年選出 州議会選に出馬のため辞職                                                                             | 2 | 4                                                                               | 2 | 1795年選出                                                                                            | 1789年3月4日 – 1801年3月3日                                                                           | 連邦党                                                                                                | ジェームズ・ガン                                                                                      | 1 |                |
| 3 | ジョージ・ウォルトン                                                                                            | 連邦党 | 1795年11月16日 – 1796年2月20日                                                                                  | ジャクソンの任期を引き継ぐため任命 後継が選出され引退                                                           | 2 | 4                                                                               | 2 | 1795年選出                                                                                            | 1789年3月4日 – 1801年3月3日                                                                           | 連邦党                                                                                                | ジェームズ・ガン                                                                                      | 1 |                |
| 4 | ジョサイア・タットノール                                                                                        | 民主共和党 | 1796年1月20日 – 1799年3月3日                                                                                    | ジャクソンの任期を満了するため選出                                                                              | 2 | 4                                                                               | 2 | 1795年選出                                                                                            | 1789年3月4日 – 1801年3月3日                                                                           | 連邦党                                                                                                | ジェームズ・ガン                                                                                      | 1 |                |
| 4 | ジョサイア・タットノール                                                                                        | 民主共和党 | 1796年1月20日 – 1799年3月3日                                                                                    | ジャクソンの任期を満了するため選出                                                                              | 2 | 5                                                                               | 2 | 1795年選出                                                                                            | 1789年3月4日 – 1801年3月3日                                                                           | 連邦党                                                                                                | ジェームズ・ガン                                                                                      | 1 |                |
| 5 | エイブラハム・ボールドウィン                                                                                    | 民主共和党 | 1799年3月4日 – 1807年3月3日                                                                                     | 1799年選出 | 3 | 6                                                                               | 2 | 1795年選出                                                                                            | 1789年3月4日 – 1801年3月3日                                                                           | 連邦党                                                                                                | ジェームズ・ガン                                                                                      | 1 |                |
| 5 | エイブラハム・ボールドウィン                                                                                    | 民主共和党 | 1799年3月4日 – 1807年3月3日                                                                                     | 1799年選出 | 3 | 7                                                                               | 3 | 1801年選出 死去                                                                                       | 1801年3月3日 – 1806年3月19日                                                                          | 民主共和党                                                                                            | ジェームズ・ジャクソン                                                                                | 2 |                |
| 5 | エイブラハム・ボールドウィン                                                                                    | 民主共和党 | 1799年3月4日 – 1807年3月3日                                                                                     | 1799年選出 | 3 | 8                                                                               | 3 | 1801年選出 死去                                                                                       | 1801年3月3日 – 1806年3月19日                                                                          | 民主共和党                                                                                            | ジェームズ・ジャクソン                                                                                | 2 |                |
| 5 | エイブラハム・ボールドウィン                                                                                    | 民主共和党 | 1799年3月4日 – 1807年3月3日                                                                                     | 1805年選出 死去                                                                                                 | 4 | 9                                                                               | 3 | 1801年選出 死去                                                                                       | 1801年3月3日 – 1806年3月19日                                                                          | 民主共和党                                                                                            | ジェームズ・ジャクソン                                                                                | 2 |                |
| 5 | エイブラハム・ボールドウィン                                                                                    | 民主共和党 | 1799年3月4日 – 1807年3月3日                                                                                     | 1805年選出 死去                                                                                                 | 4 | 9                                                                               | 3 | | 1806年3月19日 – 1806年6月19日                                                                         | 空席                                                                                                  | 空席                                                                                                  | 空席                                                                                                  |                |
| 5 | エイブラハム・ボールドウィン                                                                                    | 民主共和党 | 1799年3月4日 – 1807年3月3日                                                                                     | 1805年選出 死去                                                                                                 | 4 | 9                                                                               | 3 | ジャクソンの任期を満了するため選出                                                                    | 1806年6月19日 – 1809年11月14日                                                                        | 民主共和党                                                                                            | ジョン・ミレッジ                                                                                      | 3 |                |
| 空席 | 空席 | 空席 | 1807年3月4日 – 1807年8月27日                                                                                    | | 4 | 10                                                                              | 4 | 1806年選出 辞職                                                                                       | 1806年6月19日 – 1809年11月14日                                                                        | 民主共和党                                                                                            | ジョン・ミレッジ                                                                                      | 3 |                |
| 6 | ジョージ・ジョーンズ                                                                                            | 民主共和党 | 1807年8月27日 – 1807年11月7日                                                                                   | ボールドウィンの任期を引き継ぐため任命 後継が選出され辞職                                                       | 4 | 10                                                                              | 4 | 1806年選出 辞職                                                                                       | 1806年6月19日 – 1809年11月14日                                                                        | 民主共和党                                                                                            | ジョン・ミレッジ                                                                                      | 3 |                |
| 7 | ウィリアム・クロウフォード                                                                                      | 民主共和党 | 1807年11月7日 – 1813年3月23日                                                                                   | ボールドウィンの任期を満了するため選出                                                                          | 4 | 10                                                                              | 4 | 1806年選出 辞職                                                                                       | 1806年6月19日 – 1809年11月14日                                                                        | 民主共和党                                                                                            | ジョン・ミレッジ                                                                                      | 3 |                |
| 7 | ウィリアム・クロウフォード                                                                                      | 民主共和党 | 1807年11月7日 – 1813年3月23日                                                                                   | ボールドウィンの任期を満了するため選出                                                                          | 4 | 11                                                                              | 4 | 1806年選出 辞職                                                                                       | 1806年6月19日 – 1809年11月14日                                                                        | 民主共和党                                                                                            | ジョン・ミレッジ                                                                                      | 3 |                |
| 7 | ウィリアム・クロウフォード                                                                                      | 民主共和党 | 1807年11月7日 – 1813年3月23日                                                                                   | ボールドウィンの任期を満了するため選出                                                                          | 4 |                                                                                 | 4 | 1809年11月14日 – 1809年11月27日                                                                       | 空席                                                                                                  | 空席                                                                                                  | 空席                                                                                                  | |                |
| 7 | ウィリアム・クロウフォード                                                                                      | 民主共和党 | 1807年11月7日 – 1813年3月23日                                                                                   | ボールドウィンの任期を満了するため選出                                                                          | 4 | ミレッジの任期を引き継ぐため選出                                                | 4 | 1809年11月27日 – 1819年3月3日                                                                         | 民主共和党                                                                                            | チャールズ・タイト                                                                                    | 4 | |                |
| 7 | ウィリアム・クロウフォード                                                                                      | 民主共和党 | 1807年11月7日 – 1813年3月23日                                                                                   | 1810年 or 1811年選出 フランス全権公使就任のため辞職                                                             | 5 | ミレッジの任期を引き継ぐため選出                                                | 4 | 1809年11月27日 – 1819年3月3日                                                                         | 民主共和党                                                                                            | チャールズ・タイト                                                                                    | 4 | 12 |                |
| 7 | ウィリアム・クロウフォード                                                                                      | 民主共和党 | 1807年11月7日 – 1813年3月23日                                                                                   | 1810年 or 1811年選出 フランス全権公使就任のため辞職                                                             | 5 | 13                                                                              | 5 | 1809年11月27日 – 1819年3月3日                                                                         | 民主共和党                                                                                            | チャールズ・タイト                                                                                    | 4 | 1813年選出                                                                                            |                |
| 空席 | 空席 | 空席 | 1813年3月23日 – 1813年4月8日                                                                                    | | 5 | 13                                                                              | 5 | 1809年11月27日 – 1819年3月3日                                                                         | 民主共和党                                                                                            | チャールズ・タイト                                                                                    | 4 | 1813年選出                                                                                            |                |
| 8 | ウィリアム・ベリンガー・ブロック                                                                                | 民主共和党 | 1813年4月8日 – 1813年11月6日                                                                                    | クロウフォードの任期を引き継ぐため任命 後継が選出され引退                                                       | 5 | 13                                                                              | 5 | 1809年11月27日 – 1819年3月3日                                                                         | 民主共和党                                                                                            | チャールズ・タイト                                                                                    | 4 | 1813年選出                                                                                            |                |
| 9 | ウィリアム・ワイアット・ビブ                                                                                    | 民主共和党 | 1813年11月6日 – 1816年11月9日                                                                                   | クロウフォードの任期を満了するため選出. 辞職                                                                    | 5 | 13                                                                              | 5 | 1809年11月27日 – 1819年3月3日                                                                         | 民主共和党                                                                                            | チャールズ・タイト                                                                                    | 4 | 1813年選出                                                                                            |                |
| 9 | ウィリアム・ワイアット・ビブ                                                                                    | 民主共和党 | 1813年11月6日 – 1816年11月9日                                                                                   | クロウフォードの任期を満了するため選出. 辞職                                                                    | 5 | 14                                                                              | 5 | 1809年11月27日 – 1819年3月3日                                                                         | 民主共和党                                                                                            | チャールズ・タイト                                                                                    | 4 | 1813年選出                                                                                            |                |
| 空席 | 空席 | 空席 | 1816年11月9日 – 1816年11月13日                                                                                  | | 5 |                                                                                 | 5 | 1809年11月27日 – 1819年3月3日                                                                         | 民主共和党                                                                                            | チャールズ・タイト                                                                                    | 4 | 1813年選出                                                                                            |                |
| 10 | ジョージ・トループ                                                                                              | 民主共和党 | 1816年11月13日 – 1818年9月23日                                                                                  | ビブの任期を満了するため選出。次の任期のための選挙も実施。                                                      | 5 |                                                                                 | 5 | 1809年11月27日 – 1819年3月3日                                                                         | 民主共和党                                                                                            | チャールズ・タイト                                                                                    | 4 | 1813年選出                                                                                            |                |
| 10 | ジョージ・トループ                                                                                              | 民主共和党 | 1816年11月13日 – 1818年9月23日                                                                                  | 1816年選出 辞職                                                                                                 | 6 | 15                                                                              | 5 | 1809年11月27日 – 1819年3月3日                                                                         | 民主共和党                                                                                            | チャールズ・タイト                                                                                    | 4 | 1813年選出                                                                                            |                |
| 11 | ジョン・フォーサイス                                                                                            | 民主共和党 | 1818年9月23日 – 1819年2月17日                                                                                   | トループの任期を満了するため選出. スペイン全権公使に就任するため辞職                                            | 6 | 15                                                                              | 5 | 1809年11月27日 – 1819年3月3日                                                                         | 民主共和党                                                                                            | チャールズ・タイト                                                                                    | 4 | 1813年選出                                                                                            |                |
| 空席 | 空席 | 空席 | 1819年2月17日 – 1819年11月6日                                                                                   | | 6 | 15                                                                              | 5 | 1809年11月27日 – 1819年3月3日                                                                         | 民主共和党                                                                                            | チャールズ・タイト                                                                                    | 4 | 1813年選出                                                                                            |                |
| 空席 | 空席 | 空席 | 1819年2月17日 – 1819年11月6日                                                                                   | 16 | 6 | 6                                                                               | 1819年選出                                                                                            | 1819年3月4日 – 1825年3月3日                                                                           | 民主共和党                                                                                            | ジョン・エリオット                                                                                    | 5 | |                |
| 12 | フリーマン・ウォーカー                                                                                          | 民主共和党 | 1819年11月6日 – 1821年8月6日                                                                                    | 16 | 6 | 6                                                                               | 1819年選出                                                                                            | 1819年3月4日 – 1825年3月3日                                                                           | 民主共和党                                                                                            | ジョン・エリオット                                                                                    | 5 | フォーサイスの任期を満了するため選出. 辞職                                                            |                |
| 12 | フリーマン・ウォーカー                                                                                          | 民主共和党 | 1819年11月6日 – 1821年8月6日                                                                                    | 17 | 6 | 6                                                                               | 1819年選出                                                                                            | 1819年3月4日 – 1825年3月3日                                                                           | 民主共和党                                                                                            | ジョン・エリオット                                                                                    | 5 | フォーサイスの任期を満了するため選出. 辞職                                                            |                |
| 空席 | 空席 | 空席 | 1821年8月6日 – 1821年11月10日                                                                                   | | 6 | 6                                                                               | 1819年選出                                                                                            | 1819年3月4日 – 1825年3月3日                                                                           | 民主共和党                                                                                            | ジョン・エリオット                                                                                    | 5 | |                |
| 13 | ニコラス・ウェア                                                                                                | 民主共和党 | 1821年11月10日 – 1824年9月7日                                                                                   | ウォーカーの任期を満了するため選出                                                                              | 6 | 6                                                                               | 1819年選出                                                                                            | 1819年3月4日 – 1825年3月3日                                                                           | 民主共和党                                                                                            | ジョン・エリオット                                                                                    | 5 | |                |
| 13 | ニコラス・ウェア                                                                                                | クロウフォード 民主共和党                                                                                       | 1821年11月10日 – 1824年9月7日                                                                                   | 1823年選出 死去                                                                                                 | 7 | 6                                                                               | 1819年選出                                                                                            | 1819年3月4日 – 1825年3月3日                                                                           | 18 | ジョン・エリオット                                                                                    | 5 | クロウフォード 民主共和党                                                                             |                |
| 空席 | 空席 | 空席 | 1824年9月7日 – 1824年12月6日                                                                                    | | 7 | 6                                                                               | 1819年選出                                                                                            | 1819年3月4日 – 1825年3月3日                                                                           | 18 | ジョン・エリオット                                                                                    | 5 | クロウフォード 民主共和党                                                                             |                |
| 14 | トーマス・W・コッブ                                                                                             | ジャクソニアン 民主共和党                                                                                       | 1824年12月6日 – 1828年11月7日                                                                                   | ウェアの任期を満了するため選出 辞職                                                                             | 7 | 6                                                                               | 1819年選出                                                                                            | 1819年3月4日 – 1825年3月3日                                                                           | 18 | ジョン・エリオット                                                                                    | 5 | クロウフォード 民主共和党                                                                             |                |
| 14 | トーマス・W・コッブ                                                                                             | ジャクソニアン党                                                                                                | 1824年12月6日 – 1828年11月7日                                                                                   | ウェアの任期を満了するため選出 辞職                                                                             | 7 | 19                                                                              | 7 | 1825年選出. 司法長官就任のため辞職                                                                    | 1825年3月4日 – 1829年3月9日                                                                           | ジャクソニアン党                                                                                      | ジョン・バーリン                                                                                      | 6 |                |
| 14 | トーマス・W・コッブ                                                                                             | ジャクソニアン党                                                                                                | 1824年12月6日 – 1828年11月7日                                                                                   | ウェアの任期を満了するため選出 辞職                                                                             | 7 | 20                                                                              | 7 | 1825年選出. 司法長官就任のため辞職                                                                    | 1825年3月4日 – 1829年3月9日                                                                           | ジャクソニアン党                                                                                      | ジョン・バーリン                                                                                      | 6 |                |
| 15 | オリヴァー・H・プリンス                                                                                         | ジャクソニアン党                                                                                                | 1828年11月7日 – 1829年3月3日                                                                                    | コッブの任期を満了するため選出 Template:Dm                                                                      | 7 |                                                                                 | 7 | 1825年選出. 司法長官就任のため辞職                                                                    | 1825年3月4日 – 1829年3月9日                                                                           | ジャクソニアン党                                                                                      | ジョン・バーリン                                                                                      | 6 |                |
| 16 | ジョージ・トループ                                                                                              | ジャクソニアン党                                                                                                | 1829年3月4日 – 1833年11月8日                                                                                    | 1828年選出 辞職                                                                                                 | 8 | 21                                                                              | 7 | 1825年選出. 司法長官就任のため辞職                                                                    | 1825年3月4日 – 1829年3月9日                                                                           | ジャクソニアン党                                                                                      | ジョン・バーリン                                                                                      | 6 |                |
| 16 | ジョージ・トループ                                                                                              | ジャクソニアン党                                                                                                | 1829年3月4日 – 1833年11月8日                                                                                    | 1828年選出 辞職                                                                                                 | 8 | 21                                                                              | 7 | | 1829年3月9日 – 1829年11月9日                                                                          | 空席                                                                                                  | 空席                                                                                                  | 空席                                                                                                  |                |
| 16 | ジョージ・トループ                                                                                              | ジャクソニアン党                                                                                                | 1829年3月4日 – 1833年11月8日                                                                                    | 1828年選出 辞職                                                                                                 | 8 | 21                                                                              | 7 | バーリンの任期を満了するため選出                                                                      | 1829年11月9日 – 1834年6月27日                                                                         | ジャクソニアン党                                                                                      | ジョン・フォーサイス                                                                                  | 7 |                |
| 16 | ジョージ・トループ                                                                                              | ジャクソニアン党                                                                                                | 1829年3月4日 – 1833年11月8日                                                                                    | 1828年選出 辞職                                                                                                 | 8 | 22                                                                              | 8 | 1830年 or 1831年選出 国務長官就任のため辞職                                                           | 1829年11月9日 – 1834年6月27日                                                                         | ジャクソニアン党                                                                                      | ジョン・フォーサイス                                                                                  | 7 |                |
| 16 | ジョージ・トループ                                                                                              | ジャクソニアン党                                                                                                | 1829年3月4日 – 1833年11月8日                                                                                    | 1828年選出 辞職                                                                                                 | 8 | 23                                                                              | 8 | 1830年 or 1831年選出 国務長官就任のため辞職                                                           | 1829年11月9日 – 1834年6月27日                                                                         | ジャクソニアン党                                                                                      | ジョン・フォーサイス                                                                                  | 7 |                |
| 空席 | 空席 | 空席 | 1833年11月8日 – 1833年11月21日                                                                                  | | 8 |                                                                                 | 8 | 1830年 or 1831年選出 国務長官就任のため辞職                                                           | 1829年11月9日 – 1834年6月27日                                                                         | ジャクソニアン党                                                                                      | ジョン・フォーサイス                                                                                  | 7 |                |
| 17 | ジョン・ペンドルトン・キング                                                                                    | ジャクソニアン党                                                                                                | 1833年11月21日 – 1837年11月1日                                                                                  | トループの任期を満了するため選出                                                                                | 8 |                                                                                 | 8 | 1830年 or 1831年選出 国務長官就任のため辞職                                                           | 1829年11月9日 – 1834年6月27日                                                                         | ジャクソニアン党                                                                                      | ジョン・フォーサイス                                                                                  | 7 |                |
| 17 | ジョン・ペンドルトン・キング                                                                                    | ジャクソニアン党                                                                                                | 1833年11月21日 – 1837年11月1日                                                                                  | トループの任期を満了するため選出                                                                                | 8 |                                                                                 | 8 | 1834年6月27日 – 1835年1月12日                                                                         | 空席                                                                                                  | 空席                                                                                                  | 空席                                                                                                  | |                |
| 17 | ジョン・ペンドルトン・キング                                                                                    | ジャクソニアン党                                                                                                | 1833年11月21日 – 1837年11月1日                                                                                  | トループの任期を満了するため選出                                                                                | 8 | フォーサイスの任期を満了するため選出                                            | 8 | 1835年1月12日 – 1843年3月3日                                                                          | ジャクソニアン党                                                                                      | アルフレッド・カスバート                                                                              | 8 | |                |
| 17 | ジョン・ペンドルトン・キング                                                                                    | ジャクソニアン党                                                                                                | 1833年11月21日 – 1837年11月1日                                                                                  | 1834年選出 辞職                                                                                                 | 9 | フォーサイスの任期を満了するため選出                                            | 8 | 1835年1月12日 – 1843年3月3日                                                                          | ジャクソニアン党                                                                                      | アルフレッド・カスバート                                                                              | 8 | 24 |                |
| 17 | ジョン・ペンドルトン・キング                                                                                    | 民主党 | 1833年11月21日 – 1837年11月1日                                                                                  | 1834年選出 辞職                                                                                                 | 9 | 25                                                                              | 9 | 1835年1月12日 – 1843年3月3日                                                                          | 1837年選出 引退                                                                                       | アルフレッド・カスバート                                                                              | 8 | 民主党                                                                                                |                |
| 空席 | 空席 | 空席 | 1837年11月1日 – 1837年11月22日                                                                                  | | 9 | 25                                                                              | 9 | 1835年1月12日 – 1843年3月3日                                                                          | 1837年選出 引退                                                                                       | アルフレッド・カスバート                                                                              | 8 | 民主党                                                                                                |                |
| 18 | ウィルソン・ランプキン                                                                                          | 民主党 | 1837年11月22日 – 1841年3月3日                                                                                   | キングの任期を満了するため選出                                                                                  | 9 | 25                                                                              | 9 | 1835年1月12日 – 1843年3月3日                                                                          | 1837年選出 引退                                                                                       | アルフレッド・カスバート                                                                              | 8 | 民主党                                                                                                |                |
| 18 | ウィルソン・ランプキン                                                                                          | 民主党 | 1837年11月22日 – 1841年3月3日                                                                                   | キングの任期を満了するため選出                                                                                  | 9 | 26                                                                              | 9 | 1835年1月12日 – 1843年3月3日                                                                          | 1837年選出 引退                                                                                       | アルフレッド・カスバート                                                                              | 8 | 民主党                                                                                                |                |
| 19 | ジョン・バーリン                                                                                                | ホイッグ党 | 1841年3月4日 – 1845年3月                                                                                        | 1840年選出 ジョージア州最高裁長官就任のため辞職                                                                 | 10 | 27                                                                              | 9 | 1835年1月12日 – 1843年3月3日                                                                          | 1837年選出 引退                                                                                       | アルフレッド・カスバート                                                                              | 8 | 民主党                                                                                                |                |
| 19 | ジョン・バーリン                                                                                                | ホイッグ党 | 1841年3月4日 – 1845年3月                                                                                        | 1840年選出 ジョージア州最高裁長官就任のため辞職                                                                 | 10 | 28                                                                              | 10 | 1843年選出 辞職                                                                                       | 1843年3月4日 – 1848年2月4日                                                                           | 民主党                                                                                                | ウォルター・T・コルキット                                                                             | 9 |                |
| 19 | 空席 | 空席 | 1845年3月 – 1845年11月13日                                                                                      | | 10 | 29                                                                              | 10 | 1843年選出 辞職                                                                                       | 1843年3月4日 – 1848年2月4日                                                                           | 民主党                                                                                                | ウォルター・T・コルキット                                                                             | 9 |                |
| 19 | ジョン・バーリン                                                                                                | ホイッグ党 | 1845年11月13日 – 1852年3月28日                                                                                  | 自らの任期を満了するため選出                                                                                    | 10 | 29                                                                              | 10 | 1843年選出 辞職                                                                                       | 1843年3月4日 – 1848年2月4日                                                                           | 民主党                                                                                                | ウォルター・T・コルキット                                                                             | 9 |                |
| 19 | ジョン・バーリン                                                                                                | ホイッグ党 | 1845年11月13日 – 1852年3月28日                                                                                  | 1846年選出 辞職                                                                                                 | 11 | 30                                                                              | 10 | 1843年選出 辞職                                                                                       | 1843年3月4日 – 1848年2月4日                                                                           | 民主党                                                                                                | ウォルター・T・コルキット                                                                             | 9 |                |
| 19 | ジョン・バーリン                                                                                                | ホイッグ党 | 1845年11月13日 – 1852年3月28日                                                                                  | 1846年選出 辞職                                                                                                 | 11 | 30                                                                              | 10 | コルキットの任期を満了するため任命 引退                                                               | 1848年2月4日 – 1849年3月3日                                                                           | 民主党                                                                                                | ハーシェル・ヴェスパシアン・ジョンソン                                                                | 10 |                |
| 19 | ジョン・バーリン                                                                                                | ホイッグ党 | 1845年11月13日 – 1852年3月28日                                                                                  | 1846年選出 辞職                                                                                                 | 11 | 31                                                                              | 11 | 1847年選出 (1849年任期開始)                                                                           | 1849年3月4日 – 1855年3月3日                                                                           | ホイッグ党                                                                                            | ウィリアム・クロスビー・ドーソン                                                                      | 11 |                |
| 19 | ジョン・バーリン                                                                                                | ホイッグ党 | 1845年11月13日 – 1852年3月28日                                                                                  | 1846年選出 辞職                                                                                                 | 11 | 32                                                                              | 11 | 1847年選出 (1849年任期開始)                                                                           | 1849年3月4日 – 1855年3月3日                                                                           | ホイッグ党                                                                                            | ウィリアム・クロスビー・ドーソン                                                                      | 11 |                |
| 空席 | 空席 | 空席 | 1852年3月28日 – 1852年3月31日                                                                                   | | 11 |                                                                                 | 11 | 1847年選出 (1849年任期開始)                                                                           | 1849年3月4日 – 1855年3月3日                                                                           | ホイッグ党                                                                                            | ウィリアム・クロスビー・ドーソン                                                                      | 11 |                |
| 20 | ロバート・M・チャールトン                                                                                       | 民主党 | 1852年3月31日 – 1853年3月3日                                                                                    | バーリンの任期を満了するため任命                                                                                | |                                                                                 | 11 | 1847年選出 (1849年任期開始)                                                                           | 1849年3月4日 – 1855年3月3日                                                                           | ホイッグ党                                                                                            | ウィリアム・クロスビー・ドーソン                                                                      | 11 |                |
| 21 | ロバート・トゥームズ                                                                                            | 民主党 | 1853年3月4日 – 1861年2月4日                                                                                     | 1852年選出 | 12 | 33                                                                              | 11 | 1847年選出 (1849年任期開始)                                                                           | 1849年3月4日 – 1855年3月3日                                                                           | ホイッグ党                                                                                            | ウィリアム・クロスビー・ドーソン                                                                      | 11 |                |
| 21 | ロバート・トゥームズ                                                                                            | 民主党 | 1853年3月4日 – 1861年2月4日                                                                                     | 1852年選出 | 12 | 34                                                                              | 12 | 1854年 or 1855年選出 辞任                                                                             | 1855年3月4日 – 1861年1月28日                                                                          | 民主党                                                                                                | アルフレッド・アイヴァーソン・シニア                                                                  | 12 |                |
| 21 | ロバート・トゥームズ                                                                                            | 民主党 | 1853年3月4日 – 1861年2月4日                                                                                     | 1852年選出 | 12 | 35                                                                              | 12 | 1854年 or 1855年選出 辞任                                                                             | 1855年3月4日 – 1861年1月28日                                                                          | 民主党                                                                                                | アルフレッド・アイヴァーソン・シニア                                                                  | 12 |                |
| 21 | ロバート・トゥームズ                                                                                            | 民主党 | 1853年3月4日 – 1861年2月4日                                                                                     | 1858年選出. 辞任                                                                                                | 13 | 36                                                                              | 12 | 1854年 or 1855年選出 辞任                                                                             | 1855年3月4日 – 1861年1月28日                                                                          | 民主党                                                                                                | アルフレッド・アイヴァーソン・シニア                                                                  | 12 |                |
| 21 | ロバート・トゥームズ                                                                                            | 民主党 | 1853年3月4日 – 1861年2月4日                                                                                     | 1858年選出. 辞任                                                                                                | 13 | 36                                                                              | 12 | 南北戦争とレコンストラクション                                                                        | 1861年1月28日 – 1871年2月1日                                                                          | 空席                                                                                                  | 空席                                                                                                  | 空席                                                                                                  |                |
| 空席 | 空席 | 空席 | 1861年2月4日 – 1871年2月24日                                                                                    | 南北戦争とレコンストラクション                                                                                  | 13 | 36                                                                              | 12 | 南北戦争とレコンストラクション                                                                        | 1861年1月28日 – 1871年2月1日                                                                          | 空席                                                                                                  | 空席                                                                                                  | 空席                                                                                                  |                |
| 空席 | 空席 | 空席 | 1861年2月4日 – 1871年2月24日                                                                                    | 南北戦争とレコンストラクション                                                                                  | 13 | 37                                                                              | 13 | 南北戦争とレコンストラクション                                                                        | 1861年1月28日 – 1871年2月1日                                                                          | 空席                                                                                                  | 空席                                                                                                  | 空席                                                                                                  |                |
| 空席 | 空席 | 空席 | 1861年2月4日 – 1871年2月24日                                                                                    | 南北戦争とレコンストラクション                                                                                  | 13 | 38                                                                              | 13 | 南北戦争とレコンストラクション                                                                        | 1861年1月28日 – 1871年2月1日                                                                          | 空席                                                                                                  | 空席                                                                                                  | 空席                                                                                                  |                |
| 空席 | 空席 | 空席 | 1861年2月4日 – 1871年2月24日                                                                                    | 南北戦争とレコンストラクション                                                                                  | 14 | 39                                                                              | 13 | 南北戦争とレコンストラクション                                                                        | 1861年1月28日 – 1871年2月1日                                                                          | 空席                                                                                                  | 空席                                                                                                  | 空席                                                                                                  |                |
| 空席 | 空席 | 空席 | 1861年2月4日 – 1871年2月24日                                                                                    | 南北戦争とレコンストラクション                                                                                  | 14 | 40                                                                              | 14 | 南北戦争とレコンストラクション                                                                        | 1861年1月28日 – 1871年2月1日                                                                          | 空席                                                                                                  | 空席                                                                                                  | 空席                                                                                                  |                |
| 空席 | 空席 | 空席 | 1861年2月4日 – 1871年2月24日                                                                                    | 南北戦争とレコンストラクション                                                                                  | 14 | 41                                                                              | 14 | 南北戦争とレコンストラクション                                                                        | 1861年1月28日 – 1871年2月1日                                                                          | 空席                                                                                                  | 空席                                                                                                  | 空席                                                                                                  |                |
| 空席 | 空席 | 空席 | 1861年2月4日 – 1871年2月24日                                                                                    | 南北戦争とレコンストラクション                                                                                  | 14 | 1867年選出, ジョージア州の連邦復帰まで空席 引退                                 | 14 | 1871年2月1日 – 1873年3月3日                                                                           | 共和党                                                                                                | ジョシュア・ヒル                                                                                      | 13 | |                |
| 22 | ホーマー・V・M・ミラー                                                                                          | 民主党 | 1871年2月24日 – 1871年3月3日                                                                                    | 任期を満了するため選出                                                                                          | 14 | 1867年選出, ジョージア州の連邦復帰まで空席 引退                                 | 14 | 1871年2月1日 – 1873年3月3日                                                                           | 共和党                                                                                                | ジョシュア・ヒル                                                                                      | 13 | |                |
| 空席 | 空席 | 空席 | 1871年3月4日 – 1871年11月14日                                                                                   | フォスター・ブロジェットが上院議員選任資格を示したが、上院は彼が選任されないことを宣言した。                    | 15 | 1867年選出, ジョージア州の連邦復帰まで空席 引退                                 | 14 | 1871年2月1日 – 1873年3月3日                                                                           | 共和党                                                                                                | ジョシュア・ヒル                                                                                      | 13 | 42 |                |
| 23 | トーマス・M・ノーウッド                                                                                         | 民主党 | 1871年11月14日 – 1877年3月3日                                                                                   | プロジェットの上院議員資格が拒否された後選出                                                                    | 15 | 1867年選出, ジョージア州の連邦復帰まで空席 引退                                 | 14 | 1871年2月1日 – 1873年3月3日                                                                           | 共和党                                                                                                | ジョシュア・ヒル                                                                                      | 13 | 42 |                |
| 23 | トーマス・M・ノーウッド                                                                                         | 民主党 | 1871年11月14日 – 1877年3月3日                                                                                   | プロジェットの上院議員資格が拒否された後選出                                                                    | 15 | 43                                                                              | 15 | 1873年選出                                                                                            | 1873年3月4日 – 1880年3月26日                                                                          | 民主党                                                                                                | ジョン・B・ゴードン                                                                                   | 14 |                |
| 23 | トーマス・M・ノーウッド                                                                                         | 民主党 | 1871年11月14日 – 1877年3月3日                                                                                   | プロジェットの上院議員資格が拒否された後選出                                                                    | 15 | 44                                                                              | 15 | 1873年選出                                                                                            | 1873年3月4日 – 1880年3月26日                                                                          | 民主党                                                                                                | ジョン・B・ゴードン                                                                                   | 14 |                |
| 24 | ベンジャミン・ハーヴェイ・ヒル                                                                                  | 民主党 | 1877年3月4日 – 1882年8月16日                                                                                    | 1877年選出 死去                                                                                                 | 16 | 45                                                                              | 15 | 1873年選出                                                                                            | 1873年3月4日 – 1880年3月26日                                                                          | 民主党                                                                                                | ジョン・B・ゴードン                                                                                   | 14 |                |
| 24 | ベンジャミン・ハーヴェイ・ヒル                                                                                  | 民主党 | 1877年3月4日 – 1882年8月16日                                                                                    | 1877年選出 死去                                                                                                 | 16 | 46                                                                              | 16 | 1879年選出 辞職                                                                                       | 1873年3月4日 – 1880年3月26日                                                                          | 民主党                                                                                                | ジョン・B・ゴードン                                                                                   | 14 |                |
| 24 | ベンジャミン・ハーヴェイ・ヒル                                                                                  | 民主党 | 1877年3月4日 – 1882年8月16日                                                                                    | 1877年選出 死去                                                                                                 | 16 | 46                                                                              | 16 | ゴードンの任期を満了するため選出                                                                      | 1880年3月26日 – 1891年3月3日                                                                          | 民主党                                                                                                | ジョセフ・E・ブラウン                                                                                 | 15 |                |
| 24 | ベンジャミン・ハーヴェイ・ヒル                                                                                  | 民主党 | 1877年3月4日 – 1882年8月16日                                                                                    | 1877年選出 死去                                                                                                 | 16 | 47                                                                              | 16 | ゴードンの任期を満了するため選出                                                                      | 1880年3月26日 – 1891年3月3日                                                                          | 民主党                                                                                                | ジョセフ・E・ブラウン                                                                                 | 15 |                |
| 空席 | 空席 | 空席 | 1882年8月16日 – 1882年11月15日                                                                                  | | 16 |                                                                                 | 16 | ゴードンの任期を満了するため選出                                                                      | 1880年3月26日 – 1891年3月3日                                                                          | 民主党                                                                                                | ジョセフ・E・ブラウン                                                                                 | 15 |                |
| 25 | ミドルトン・ポープ・バロウ                                                                                      | 民主党 | 1882年11月15日 – 1883年3月3日                                                                                   | ヒルの任期を満了するため選出 引退                                                                               | 16 |                                                                                 | 16 | ゴードンの任期を満了するため選出                                                                      | 1880年3月26日 – 1891年3月3日                                                                          | 民主党                                                                                                | ジョセフ・E・ブラウン                                                                                 | 15 |                |
| 26 | アルフレッド・H・コルキット                                                                                     | 民主党 | 1883年3月4日 – 1894年3月26日                                                                                    | 1883年選出 | 17 | 48                                                                              | 16 | ゴードンの任期を満了するため選出                                                                      | 1880年3月26日 – 1891年3月3日                                                                          | 民主党                                                                                                | ジョセフ・E・ブラウン                                                                                 | 15 |                |
| 26 | アルフレッド・H・コルキット                                                                                     | 民主党 | 1883年3月4日 – 1894年3月26日                                                                                    | 1883年選出 | 17 | 49                                                                              | 17 | 1885年選出 病気のため引退                                                                             | 1880年3月26日 – 1891年3月3日                                                                          | 民主党                                                                                                | ジョセフ・E・ブラウン                                                                                 | 15 |                |
| 26 | アルフレッド・H・コルキット                                                                                     | 民主党 | 1883年3月4日 – 1894年3月26日                                                                                    | 1883年選出 | 17 | 50                                                                              | 17 | 1885年選出 病気のため引退                                                                             | 1880年3月26日 – 1891年3月3日                                                                          | 民主党                                                                                                | ジョセフ・E・ブラウン                                                                                 | 15 |                |
| 26 | アルフレッド・H・コルキット                                                                                     | 民主党 | 1883年3月4日 – 1894年3月26日                                                                                    | 1888年選出 死去                                                                                                 | 18 | 51                                                                              | 17 | 1885年選出 病気のため引退                                                                             | 1880年3月26日 – 1891年3月3日                                                                          | 民主党                                                                                                | ジョセフ・E・ブラウン                                                                                 | 15 |                |
| 26 | アルフレッド・H・コルキット                                                                                     | 民主党 | 1883年3月4日 – 1894年3月26日                                                                                    | 1888年選出 死去                                                                                                 | 18 | 52                                                                              | 18 | 選出年不明 引退                                                                                       | 1891年3月4日 – 1897年3月3日                                                                           | 民主党                                                                                                | ジョン・B・ゴードン                                                                                   | 16 |                |
| 26 | アルフレッド・H・コルキット                                                                                     | 民主党 | 1883年3月4日 – 1894年3月26日                                                                                    | 1888年選出 死去                                                                                                 | 18 | 53                                                                              | 18 | 選出年不明 引退                                                                                       | 1891年3月4日 – 1897年3月3日                                                                           | 民主党                                                                                                | ジョン・B・ゴードン                                                                                   | 16 |                |
| 空席 | 空席 | 空席 | 1894年3月26日 – 1894年4月2日                                                                                    | | 18 |                                                                                 | 18 | 選出年不明 引退                                                                                       | 1891年3月4日 – 1897年3月3日                                                                           | 民主党                                                                                                | ジョン・B・ゴードン                                                                                   | 16 |                |
| 27 | パトリック・ウォルシュ                                                                                          | 民主党 | 1894年4月2日 – 1895年3月3日                                                                                     | コルキットの任期を引き継ぐため任命 コルキットの任期を満了するため1894年11月7日に選出 再指名に失敗               | 18 |                                                                                 | 18 | 選出年不明 引退                                                                                       | 1891年3月4日 – 1897年3月3日                                                                           | 民主党                                                                                                | ジョン・B・ゴードン                                                                                   | 16 |                |
| 28 | オーガスタス・オクタヴィアス・ベーコン                                                                          | 民主党 | 1895年3月3日 – 1914年2月14日                                                                                    | 1894年選出 | 19 | 54                                                                              | 18 | 選出年不明 引退                                                                                       | 1891年3月4日 – 1897年3月3日                                                                           | 民主党                                                                                                | ジョン・B・ゴードン                                                                                   | 16 |                |
| 28 | オーガスタス・オクタヴィアス・ベーコン                                                                          | 民主党 | 1895年3月3日 – 1914年2月14日                                                                                    | 1894年選出 | 19 | 55                                                                              | 19 | 1896年選出                                                                                            | 1897年3月4日 – 1910年11月13日                                                                         | 民主党                                                                                                | アレクサンダー・S・クレイ                                                                             | 17 |                |
| 28 | オーガスタス・オクタヴィアス・ベーコン                                                                          | 民主党 | 1895年3月3日 – 1914年2月14日                                                                                    | 1894年選出 | 19 | 56                                                                              | 19 | 1896年選出                                                                                            | 1897年3月4日 – 1910年11月13日                                                                         | 民主党                                                                                                | アレクサンダー・S・クレイ                                                                             | 17 |                |
| 28 | オーガスタス・オクタヴィアス・ベーコン                                                                          | 民主党 | 1895年3月3日 – 1914年2月14日                                                                                    | 1900年選出 州議会が選出に失敗                                                                                   | 20 | 57                                                                              | 19 | 1896年選出                                                                                            | 1897年3月4日 – 1910年11月13日                                                                         | 民主党                                                                                                | アレクサンダー・S・クレイ                                                                             | 17 |                |
| 28 | オーガスタス・オクタヴィアス・ベーコン                                                                          | 民主党 | 1895年3月3日 – 1914年2月14日                                                                                    | 1900年選出 州議会が選出に失敗                                                                                   | 20 | 58                                                                              | 20 | 1902年選出                                                                                            | 1897年3月4日 – 1910年11月13日                                                                         | 民主党                                                                                                | アレクサンダー・S・クレイ                                                                             | 17 |                |
| 28 | オーガスタス・オクタヴィアス・ベーコン                                                                          | 民主党 | 1895年3月3日 – 1914年2月14日                                                                                    | 1900年選出 州議会が選出に失敗                                                                                   | 20 | 59                                                                              | 20 | 1902年選出                                                                                            | 1897年3月4日 – 1910年11月13日                                                                         | 民主党                                                                                                | アレクサンダー・S・クレイ                                                                             | 17 |                |
| 28 | オーガスタス・オクタヴィアス・ベーコン                                                                          | 民主党 | 1895年3月3日 – 1914年2月14日                                                                                    | 次の任期開始のため任命 1907年7月9日選出 州議会が選出に失敗                                                      | 21 | 60                                                                              | 20 | 1902年選出                                                                                            | 1897年3月4日 – 1910年11月13日                                                                         | 民主党                                                                                                | アレクサンダー・S・クレイ                                                                             | 17 |                |
| 28 | オーガスタス・オクタヴィアス・ベーコン                                                                          | 民主党 | 1895年3月3日 – 1914年2月14日                                                                                    | 次の任期開始のため任命 1907年7月9日選出 州議会が選出に失敗                                                      | 21 | 61                                                                              | 21 | 1909年7月6日選出 死去                                                                                 | 1897年3月4日 – 1910年11月13日                                                                         | 民主党                                                                                                | アレクサンダー・S・クレイ                                                                             | 17 |                |
| 28 | オーガスタス・オクタヴィアス・ベーコン                                                                          | 民主党 | 1895年3月3日 – 1914年2月14日                                                                                    | 次の任期開始のため任命 1907年7月9日選出 州議会が選出に失敗                                                      | 21 | 61                                                                              | 21 | | 1910年11月13日 – 1910年11月17日                                                                       | 空席                                                                                                  | 空席                                                                                                  | 空席                                                                                                  |                |
| 28 | オーガスタス・オクタヴィアス・ベーコン                                                                          | 民主党 | 1895年3月3日 – 1914年2月14日                                                                                    | 次の任期開始のため任命 1907年7月9日選出 州議会が選出に失敗                                                      | 21 | 61                                                                              | 21 | クレイの任期を引き継ぐため任命 再選に失敗                                                             | 1910年11月17日 – 1911年7月14日                                                                        | 民主党                                                                                                | ジョセフ・M・テレル                                                                                   | 18 |                |
| 28 | オーガスタス・オクタヴィアス・ベーコン                                                                          | 民主党 | 1895年3月3日 – 1914年2月14日                                                                                    | 次の任期開始のため任命 1907年7月9日選出 州議会が選出に失敗                                                      | 21 | 62                                                                              | 21 | クレイの任期を引き継ぐため任命 再選に失敗                                                             | 1910年11月17日 – 1911年7月14日                                                                        | 民主党                                                                                                | ジョセフ・M・テレル                                                                                   | 18 |                |
| 28 | オーガスタス・オクタヴィアス・ベーコン                                                                          | 民主党 | 1895年3月3日 – 1914年2月14日                                                                                    | 次の任期開始のため任命 1907年7月9日選出 州議会が選出に失敗                                                      | 21 | クレイの任期を満了するため選出 1911年11月16日のジョージア州知事辞任まで就任せず | 21 | 1911年7月14日 – 1921年3月3日                                                                          | 民主党                                                                                                | M・ホーク・スミス                                                                                     | 19 | |                |
| 28 | オーガスタス・オクタヴィアス・ベーコン                                                                          | 民主党 | 1895年3月3日 – 1914年2月14日                                                                                    | 任期開始のため任命 1913年7月15日選出, 一般投票による初めての選挙 死去                                           | 22 | クレイの任期を満了するため選出 1911年11月16日のジョージア州知事辞任まで就任せず | 21 | 1911年7月14日 – 1921年3月3日                                                                          | 民主党                                                                                                | M・ホーク・スミス                                                                                     | 19 | 63 |                |
| 空席 | 空席 | 空席 | 1914年2月14日 – 1914年3月2日                                                                                    | | 22 | クレイの任期を満了するため選出 1911年11月16日のジョージア州知事辞任まで就任せず | 21 | 1911年7月14日 – 1921年3月3日                                                                          | 民主党                                                                                                | M・ホーク・スミス                                                                                     | 19 | 63 |                |
| 29 | ウィリアム・S・ウェスト                                                                                         | 民主党 | 1914年3月2日 – 1914年11月3日                                                                                    | ベーコンの任期を引き継ぐため任命 後継が選出                                                                     | 22 | クレイの任期を満了するため選出 1911年11月16日のジョージア州知事辞任まで就任せず | 21 | 1911年7月14日 – 1921年3月3日                                                                          | 民主党                                                                                                | M・ホーク・スミス                                                                                     | 19 | 63 |                |
| 30 | トーマス・W・ハードウィック                                                                                     | 民主党 | 1914年11月4日 – 1919年3月3日                                                                                    | ベーコンの任期を引き継ぐため選出 再指名に失敗                                                                   | 22 | クレイの任期を満了するため選出 1911年11月16日のジョージア州知事辞任まで就任せず | 21 | 1911年7月14日 – 1921年3月3日                                                                          | 民主党                                                                                                | M・ホーク・スミス                                                                                     | 19 | 63 |                |
| 30 | トーマス・W・ハードウィック                                                                                     | 民主党 | 1914年11月4日 – 1919年3月3日                                                                                    | ベーコンの任期を引き継ぐため選出 再指名に失敗                                                                   | 22 | 64                                                                              | 22 | 1911年7月14日 – 1921年3月3日                                                                          | 民主党                                                                                                | M・ホーク・スミス                                                                                     | 19 | 1914年選出 再指名に失敗                                                                               |                |
| 30 | トーマス・W・ハードウィック                                                                                     | 民主党 | 1914年11月4日 – 1919年3月3日                                                                                    | ベーコンの任期を引き継ぐため選出 再指名に失敗                                                                   | 22 | 65                                                                              | 22 | 1911年7月14日 – 1921年3月3日                                                                          | 民主党                                                                                                | M・ホーク・スミス                                                                                     | 19 | 1914年選出 再指名に失敗                                                                               |                |
| 31 | ウィリアム・J・ハリス                                                                                           | 民主党 | 1919年3月4日 – 1932年4月18日                                                                                    | 1918年選出 | 23 | 66                                                                              | 22 | 1911年7月14日 – 1921年3月3日                                                                          | 民主党                                                                                                | M・ホーク・スミス                                                                                     | 19 | 1914年選出 再指名に失敗                                                                               |                |
| 31 | ウィリアム・J・ハリス                                                                                           | 民主党 | 1919年3月4日 – 1932年4月18日                                                                                    | 1918年選出 | 23 | 67                                                                              | 23 | 1920年選出 死去                                                                                       | 1921年3月4日 – 1922年9月26日                                                                          | 民主党                                                                                                | トーマス・E・ワトソン                                                                                 | 20 |                |
| 31 | ウィリアム・J・ハリス                                                                                           | 民主党 | 1919年3月4日 – 1932年4月18日                                                                                    | 1918年選出 | 23 | 67                                                                              | 23 | | 1922年9月26日 – 1922年10月3日                                                                         | 空席                                                                                                  | 空席                                                                                                  | 空席                                                                                                  |                |
| 31 | ウィリアム・J・ハリス                                                                                           | 民主党 | 1919年3月4日 – 1932年4月18日                                                                                    | 1918年選出 | 23 | 67                                                                              | 23 | ワトソンの任期を引き継ぐため任命 引退                                                                 | 1922年10月3日 – 1922年11月22日                                                                        | 民主党                                                                                                | レベッカ・ラティマー・フェルトン                                                                      | 21 |                |
| 31 | ウィリアム・J・ハリス                                                                                           | 民主党 | 1919年3月4日 – 1932年4月18日                                                                                    | 1918年選出 | 23 | 67                                                                              | 23 | ワトソンの任期を満了するため選出                                                                      | 1922年11月22日 – 1957年1月2日                                                                         | 民主党                                                                                                | ウォルター・フランクリン・ジョージ                                                                    | 22 |                |
| 31 | ウィリアム・J・ハリス                                                                                           | 民主党 | 1919年3月4日 – 1932年4月18日                                                                                    | 1918年選出 | 23 | 68                                                                              | 23 | ワトソンの任期を満了するため選出                                                                      | 1922年11月22日 – 1957年1月2日                                                                         | 民主党                                                                                                | ウォルター・フランクリン・ジョージ                                                                    | 22 |                |
| 31 | ウィリアム・J・ハリス                                                                                           | 民主党 | 1919年3月4日 – 1932年4月18日                                                                                    | 1924年選出 | 24 | 69                                                                              | 23 | ワトソンの任期を満了するため選出                                                                      | 1922年11月22日 – 1957年1月2日                                                                         | 民主党                                                                                                | ウォルター・フランクリン・ジョージ                                                                    | 22 |                |
| 31 | ウィリアム・J・ハリス                                                                                           | 民主党 | 1919年3月4日 – 1932年4月18日                                                                                    | 1924年選出 | 24 | 70                                                                              | 24 | 1926年選出                                                                                            | 1922年11月22日 – 1957年1月2日                                                                         | 民主党                                                                                                | ウォルター・フランクリン・ジョージ                                                                    | 22 |                |
| 31 | ウィリアム・J・ハリス                                                                                           | 民主党 | 1919年3月4日 – 1932年4月18日                                                                                    | 1924年選出 | 24 | 71                                                                              | 24 | 1926年選出                                                                                            | 1922年11月22日 – 1957年1月2日                                                                         | 民主党                                                                                                | ウォルター・フランクリン・ジョージ                                                                    | 22 |                |
| 31 | ウィリアム・J・ハリス                                                                                           | 民主党 | 1919年3月4日 – 1932年4月18日                                                                                    | 1930年選出 死去                                                                                                 | 25 | 72                                                                              | 24 | 1926年選出                                                                                            | 1922年11月22日 – 1957年1月2日                                                                         | 民主党                                                                                                | ウォルター・フランクリン・ジョージ                                                                    | 22 |                |
| 空席 | 空席 | 空席 | 1932年4月18日 – 1932年4月25日                                                                                   | | 25 | 72                                                                              | 24 | 1926年選出                                                                                            | 1922年11月22日 – 1957年1月2日                                                                         | 民主党                                                                                                | ウォルター・フランクリン・ジョージ                                                                    | 22 |                |
| 32 | ジョン・S・コーエン                                                                                             | 民主党 | 1932年4月25日 – 1933年1月11日                                                                                   | ハリスの任期を引き継ぐため任命 後継が選出                                                                       | 25 | 72                                                                              | 24 | 1926年選出                                                                                            | 1922年11月22日 – 1957年1月2日                                                                         | 民主党                                                                                                | ウォルター・フランクリン・ジョージ                                                                    | 22 |                |
| 33 | リチャード・ラッセル・ジュニア                                                                                  | 民主党 | 1933年1月12日 – 1971年1月21日                                                                                   | ハリスの任期を満了するため選出                                                                                  | 25 | 72                                                                              | 24 | 1926年選出                                                                                            | 1922年11月22日 – 1957年1月2日                                                                         | 民主党                                                                                                | ウォルター・フランクリン・ジョージ                                                                    | 22 |                |
| 33 | リチャード・ラッセル・ジュニア                                                                                  | 民主党 | 1933年1月12日 – 1971年1月21日                                                                                   | ハリスの任期を満了するため選出                                                                                  | 25 | 73                                                                              | 25 | 1932年選出                                                                                            | 1922年11月22日 – 1957年1月2日                                                                         | 民主党                                                                                                | ウォルター・フランクリン・ジョージ                                                                    | 22 |                |
| 33 | リチャード・ラッセル・ジュニア                                                                                  | 民主党 | 1933年1月12日 – 1971年1月21日                                                                                   | ハリスの任期を満了するため選出                                                                                  | 25 | 74                                                                              | 25 | 1932年選出                                                                                            | 1922年11月22日 – 1957年1月2日                                                                         | 民主党                                                                                                | ウォルター・フランクリン・ジョージ                                                                    | 22 |                |
| 33 | リチャード・ラッセル・ジュニア                                                                                  | 民主党 | 1933年1月12日 – 1971年1月21日                                                                                   | 1936年選出 | 26 | 75                                                                              | 25 | 1932年選出                                                                                            | 1922年11月22日 – 1957年1月2日                                                                         | 民主党                                                                                                | ウォルター・フランクリン・ジョージ                                                                    | 22 |                |
| 33 | リチャード・ラッセル・ジュニア                                                                                  | 民主党 | 1933年1月12日 – 1971年1月21日                                                                                   | 1936年選出 | 26 | 76                                                                              | 26 | 1938年選出                                                                                            | 1922年11月22日 – 1957年1月2日                                                                         | 民主党                                                                                                | ウォルター・フランクリン・ジョージ                                                                    | 22 |                |
| 33 | リチャード・ラッセル・ジュニア                                                                                  | 民主党 | 1933年1月12日 – 1971年1月21日                                                                                   | 1936年選出 | 26 | 77                                                                              | 26 | 1938年選出                                                                                            | 1922年11月22日 – 1957年1月2日                                                                         | 民主党                                                                                                | ウォルター・フランクリン・ジョージ                                                                    | 22 |                |
| 33 | リチャード・ラッセル・ジュニア                                                                                  | 民主党 | 1933年1月12日 – 1971年1月21日                                                                                   | 1942年選出 | 27 | 78                                                                              | 26 | 1938年選出                                                                                            | 1922年11月22日 – 1957年1月2日                                                                         | 民主党                                                                                                | ウォルター・フランクリン・ジョージ                                                                    | 22 |                |
| 33 | リチャード・ラッセル・ジュニア                                                                                  | 民主党 | 1933年1月12日 – 1971年1月21日                                                                                   | 1942年選出 | 27 | 79                                                                              | 27 | 1944年選出                                                                                            | 1922年11月22日 – 1957年1月2日                                                                         | 民主党                                                                                                | ウォルター・フランクリン・ジョージ                                                                    | 22 |                |
| 33 | リチャード・ラッセル・ジュニア                                                                                  | 民主党 | 1933年1月12日 – 1971年1月21日                                                                                   | 1942年選出 | 27 | 80                                                                              | 27 | 1944年選出                                                                                            | 1922年11月22日 – 1957年1月2日                                                                         | 民主党                                                                                                | ウォルター・フランクリン・ジョージ                                                                    | 22 |                |
| 33 | リチャード・ラッセル・ジュニア                                                                                  | 民主党 | 1933年1月12日 – 1971年1月21日                                                                                   | 1948年選出 | 28 | 81                                                                              | 27 | 1944年選出                                                                                            | 1922年11月22日 – 1957年1月2日                                                                         | 民主党                                                                                                | ウォルター・フランクリン・ジョージ                                                                    | 22 |                |
| 33 | リチャード・ラッセル・ジュニア                                                                                  | 民主党 | 1933年1月12日 – 1971年1月21日                                                                                   | 1948年選出 | 28 | 82                                                                              | 28 | 1950年選出 引退                                                                                       | 1922年11月22日 – 1957年1月2日                                                                         | 民主党                                                                                                | ウォルター・フランクリン・ジョージ                                                                    | 22 |                |
| 33 | リチャード・ラッセル・ジュニア                                                                                  | 民主党 | 1933年1月12日 – 1971年1月21日                                                                                   | 1948年選出 | 28 | 83                                                                              | 28 | 1950年選出 引退                                                                                       | 1922年11月22日 – 1957年1月2日                                                                         | 民主党                                                                                                | ウォルター・フランクリン・ジョージ                                                                    | 22 |                |
| 33 | リチャード・ラッセル・ジュニア                                                                                  | 民主党 | 1933年1月12日 – 1971年1月21日                                                                                   | 1954年選出 | 29 | 84                                                                              | 28 | 1950年選出 引退                                                                                       | 1922年11月22日 – 1957年1月2日                                                                         | 民主党                                                                                                | ウォルター・フランクリン・ジョージ                                                                    | 22 |                |
| 33 | リチャード・ラッセル・ジュニア                                                                                  | 民主党 | 1933年1月12日 – 1971年1月21日                                                                                   | 1954年選出 | 29 | 85                                                                              | 29 | 1956年選出                                                                                            | 1957年1月3日 – 1981年1月3日                                                                           | 民主党                                                                                                | ハーマン・E・タルマージ                                                                               | 23 |                |
| 33 | リチャード・ラッセル・ジュニア                                                                                  | 民主党 | 1933年1月12日 – 1971年1月21日                                                                                   | 1954年選出 | 29 | 86                                                                              | 29 | 1956年選出                                                                                            | 1957年1月3日 – 1981年1月3日                                                                           | 民主党                                                                                                | ハーマン・E・タルマージ                                                                               | 23 |                |
| 33 | リチャード・ラッセル・ジュニア                                                                                  | 民主党 | 1933年1月12日 – 1971年1月21日                                                                                   | 1960年選出 | 30 | 87                                                                              | 29 | 1956年選出                                                                                            | 1957年1月3日 – 1981年1月3日                                                                           | 民主党                                                                                                | ハーマン・E・タルマージ                                                                               | 23 |                |
| 33 | リチャード・ラッセル・ジュニア                                                                                  | 民主党 | 1933年1月12日 – 1971年1月21日                                                                                   | 1960年選出 | 30 | 88                                                                              | 30 | 1962年選出                                                                                            | 1957年1月3日 – 1981年1月3日                                                                           | 民主党                                                                                                | ハーマン・E・タルマージ                                                                               | 23 |                |
| 33 | リチャード・ラッセル・ジュニア                                                                                  | 民主党 | 1933年1月12日 – 1971年1月21日                                                                                   | 1960年選出 | 30 | 89                                                                              | 30 | 1962年選出                                                                                            | 1957年1月3日 – 1981年1月3日                                                                           | 民主党                                                                                                | ハーマン・E・タルマージ                                                                               | 23 |                |
| 33 | リチャード・ラッセル・ジュニア                                                                                  | 民主党 | 1933年1月12日 – 1971年1月21日                                                                                   | 1966年選出. 死去                                                                                                | 31 | 90                                                                              | 30 | 1962年選出                                                                                            | 1957年1月3日 – 1981年1月3日                                                                           | 民主党                                                                                                | ハーマン・E・タルマージ                                                                               | 23 |                |
| 33 | リチャード・ラッセル・ジュニア                                                                                  | 民主党 | 1933年1月12日 – 1971年1月21日                                                                                   | 1966年選出. 死去                                                                                                | 31 | 91                                                                              | 31 | 1968年選出                                                                                            | 1957年1月3日 – 1981年1月3日                                                                           | 民主党                                                                                                | ハーマン・E・タルマージ                                                                               | 23 |                |
| 33 | リチャード・ラッセル・ジュニア                                                                                  | 民主党 | 1933年1月12日 – 1971年1月21日                                                                                   | 1966年選出. 死去                                                                                                | 31 | 92                                                                              | 31 | 1968年選出                                                                                            | 1957年1月3日 – 1981年1月3日                                                                           | 民主党                                                                                                | ハーマン・E・タルマージ                                                                               | 23 |                |
| 空席 | 空席 | 空席 | 1971年1月21日 – 1971年2月1日                                                                                    | | 31 |                                                                                 | 31 | 1968年選出                                                                                            | 1957年1月3日 – 1981年1月3日                                                                           | 民主党                                                                                                | ハーマン・E・タルマージ                                                                               | 23 |                |
| 34 | デヴィッド・H・ガンブレル                                                                                       | 民主党 | 1971年2月1日 – 1972年11月7日                                                                                    | ラッセルの任期を引き継ぐため任命 再選に失敗                                                                     | 31 |                                                                                 | 31 | 1968年選出                                                                                            | 1957年1月3日 – 1981年1月3日                                                                           | 民主党                                                                                                | ハーマン・E・タルマージ                                                                               | 23 |                |
| 35 | サム・ナン | 民主党 | 1972年11月8日 – 1997年1月3日                                                                                    | ラッセルの任期を満了するため選出                                                                                | 31 |                                                                                 | 31 | 1968年選出                                                                                            | 1957年1月3日 – 1981年1月3日                                                                           | 民主党                                                                                                | ハーマン・E・タルマージ                                                                               | 23 |                |
| 35 | サム・ナン | 民主党 | 1972年11月8日 – 1997年1月3日                                                                                    | 1972年選出 | 32 | 93                                                                              | 31 | 1968年選出                                                                                            | 1957年1月3日 – 1981年1月3日                                                                           | 民主党                                                                                                | ハーマン・E・タルマージ                                                                               | 23 |                |
| 35 | サム・ナン | 民主党 | 1972年11月8日 – 1997年1月3日                                                                                    | 1972年選出 | 32 | 94                                                                              | 32 | 1974年選出 再選に失敗                                                                                 | 1957年1月3日 – 1981年1月3日                                                                           | 民主党                                                                                                | ハーマン・E・タルマージ                                                                               | 23 |                |
| 35 | サム・ナン | 民主党 | 1972年11月8日 – 1997年1月3日                                                                                    | 1972年選出 | 32 | 95                                                                              | 32 | 1974年選出 再選に失敗                                                                                 | 1957年1月3日 – 1981年1月3日                                                                           | 民主党                                                                                                | ハーマン・E・タルマージ                                                                               | 23 |                |
| 35 | サム・ナン | 民主党 | 1972年11月8日 – 1997年1月3日                                                                                    | 1978年選出 | 33 | 96                                                                              | 32 | 1974年選出 再選に失敗                                                                                 | | | | |                |
| 35 | サム・ナン | 民主党 | 1972年11月8日 – 1997年1月3日                                                                                    | 1978年選出 | 33 | 97                                                                              | 33 | 1980年選出 再選に失敗                                                                                 | 1981年1月3日 – 1987年1月3日                                                                           | 共和党                                                                                                | マック・マッティングリー                                                                              | 24 |                |
| 35 | サム・ナン | 民主党 | 1972年11月8日 – 1997年1月3日                                                                                    | 1978年選出 | 33 | 98                                                                              | 33 | 1980年選出 再選に失敗                                                                                 | 1981年1月3日 – 1987年1月3日                                                                           | 共和党                                                                                                | マック・マッティングリー                                                                              | 24 |                |
| 35 | サム・ナン | 民主党 | 1972年11月8日 – 1997年1月3日                                                                                    | 1984年選出 | 34 | 99                                                                              | 33 | 1980年選出 再選に失敗                                                                                 | 1981年1月3日 – 1987年1月3日                                                                           | 共和党                                                                                                | マック・マッティングリー                                                                              | 24 |                |
| 35 | サム・ナン | 民主党 | 1972年11月8日 – 1997年1月3日                                                                                    | 1984年選出 | 34 | 100                                                                             | 34 | 1986年選出 再選に失敗                                                                                 | 1987年1月3日 – 1993年1月3日                                                                           | 民主党                                                                                                | ワイシュ・ファウラー                                                                                  | 25 |                |
| 35 | サム・ナン | 民主党 | 1972年11月8日 – 1997年1月3日                                                                                    | 1984年選出 | 34 | 101                                                                             | 34 | 1986年選出 再選に失敗                                                                                 | 1987年1月3日 – 1993年1月3日                                                                           | 民主党                                                                                                | ワイシュ・ファウラー                                                                                  | 25 |                |
| 35 | サム・ナン | 民主党 | 1972年11月8日 – 1997年1月3日                                                                                    | 1990年選出 引退                                                                                                 | 35 | 102                                                                             | 34 | 1986年選出 再選に失敗                                                                                 | 1987年1月3日 – 1993年1月3日                                                                           | 民主党                                                                                                | ワイシュ・ファウラー                                                                                  | 25 |                |
| 35 | サム・ナン | 民主党 | 1972年11月8日 – 1997年1月3日                                                                                    | 1990年選出 引退                                                                                                 | 35 | 103                                                                             | 35 | 1992年選出                                                                                            | 1993年1月3日 – 2000年7月18日                                                                          | 共和党                                                                                                | ポール・カヴァーデル                                                                                  | 26 |                |
| 35 | サム・ナン | 民主党 | 1972年11月8日 – 1997年1月3日                                                                                    | 1990年選出 引退                                                                                                 | 35 | 104                                                                             | 35 | 1992年選出                                                                                            | 1993年1月3日 – 2000年7月18日                                                                          | 共和党                                                                                                | ポール・カヴァーデル                                                                                  | 26 |                |
| 36 | マックス・クレランド                                                                                            | 民主党 | 1997年1月3日 – 2003年1月3日                                                                                     | 1996年選出 再選に失敗                                                                                           | 36 | 105                                                                             | 35 | 1992年選出                                                                                            | 1993年1月3日 – 2000年7月18日                                                                          | 共和党                                                                                                | ポール・カヴァーデル                                                                                  | 26 |                |
| 36 | マックス・クレランド                                                                                            | 民主党 | 1997年1月3日 – 2003年1月3日                                                                                     | 1996年選出 再選に失敗                                                                                           | 36 | 106                                                                             | 36 | 1998年選出 死去                                                                                       | 1993年1月3日 – 2000年7月18日                                                                          | 共和党                                                                                                | ポール・カヴァーデル                                                                                  | 26 |                |
| 36 | マックス・クレランド                                                                                            | 民主党 | 1997年1月3日 – 2003年1月3日                                                                                     | 1996年選出 再選に失敗                                                                                           | 36 | 106                                                                             | 36 | | 2000年7月18日 – 2000年7月27日                                                                         | 空席                                                                                                  | 空席                                                                                                  | 空席                                                                                                  |                |
| 36 | マックス・クレランド                                                                                            | 民主党 | 1997年1月3日 – 2003年1月3日                                                                                     | 1996年選出 再選に失敗                                                                                           | 36 | 106                                                                             | 36 | カヴァーデルの任期を引き継ぐため任命 カヴァーデルの任期を満了するため選出 引退                        | 2000年7月27日 – 2005年1月3日                                                                          | 民主党                                                                                                | ゼル・ミラー                                                                                          | 27 |                |
| 36 | マックス・クレランド                                                                                            | 民主党 | 1997年1月3日 – 2003年1月3日                                                                                     | 1996年選出 再選に失敗                                                                                           | 36 | 107                                                                             | 36 | カヴァーデルの任期を引き継ぐため任命 カヴァーデルの任期を満了するため選出 引退                        | 2000年7月27日 – 2005年1月3日                                                                          | 民主党                                                                                                | ゼル・ミラー                                                                                          | 27 |                |
| 37 | サクスビー・チャンブリス                                                                                        | 共和党 | 2003年1月3日 – 2015年1月3日                                                                                     | 2002年選出 | 37 | 108                                                                             | 36 | カヴァーデルの任期を引き継ぐため任命 カヴァーデルの任期を満了するため選出 引退                        | 2000年7月27日 – 2005年1月3日                                                                          | 民主党                                                                                                | ゼル・ミラー                                                                                          | 27 |                |
| 37 | サクスビー・チャンブリス                                                                                        | 共和党 | 2003年1月3日 – 2015年1月3日                                                                                     | 2002年選出 | 37 | 109                                                                             | 37 | 2004年選出                                                                                            | 2005年1月3日 – 2019年12月31日                                                                         | 共和党                                                                                                | ジョニー・アイザクソン                                                                                | 28 |                |
| 37 | サクスビー・チャンブリス                                                                                        | 共和党 | 2003年1月3日 – 2015年1月3日                                                                                     | 2002年選出 | 37 | 110                                                                             | 37 | 2004年選出                                                                                            | 2005年1月3日 – 2019年12月31日                                                                         | 共和党                                                                                                | ジョニー・アイザクソン                                                                                | 28 |                |
| 37 | サクスビー・チャンブリス                                                                                        | 共和党 | 2003年1月3日 – 2015年1月3日                                                                                     | 2008年選出 引退                                                                                                 | 38 | 111                                                                             | 37 | 2004年選出                                                                                            | 2005年1月3日 – 2019年12月31日                                                                         | 共和党                                                                                                | ジョニー・アイザクソン                                                                                | 28 |                |
| 37 | サクスビー・チャンブリス                                                                                        | 共和党 | 2003年1月3日 – 2015年1月3日                                                                                     | 2008年選出 引退                                                                                                 | 38 | 112                                                                             | 38 | 2010年選出                                                                                            | 2005年1月3日 – 2019年12月31日                                                                         | 共和党                                                                                                | ジョニー・アイザクソン                                                                                | 28 |                |
| 37 | サクスビー・チャンブリス                                                                                        | 共和党 | 2003年1月3日 – 2015年1月3日                                                                                     | 2008年選出 引退                                                                                                 | 38 | 113                                                                             | 38 | 2010年選出                                                                                            | 2005年1月3日 – 2019年12月31日                                                                         | 共和党                                                                                                | ジョニー・アイザクソン                                                                                | 28 |                |
| 38 | デイビット・パーデュー                                                                                          | 共和党 | 2015年1月3日 – 2021年1月3日                                                                                     | 2014年選出 | 39 | 114                                                                             | 38 | 2010年選出                                                                                            | 2005年1月3日 – 2019年12月31日                                                                         | 共和党                                                                                                | ジョニー・アイザクソン                                                                                | 28 |                |
| 38 | デイビット・パーデュー                                                                                          | 共和党 | 2015年1月3日 – 2021年1月3日                                                                                     | 2014年選出 | 39 | 115                                                                             | 39 | 2016年選出 引退                                                                                       | 2005年1月3日 – 2019年12月31日                                                                         | 共和党                                                                                                | ジョニー・アイザクソン                                                                                | 28 |                |
| 38 | デイビット・パーデュー                                                                                          | 共和党 | 2015年1月3日 – 2021年1月3日                                                                                     | 2014年選出 | 39 | 116                                                                             | 39 | 2016年選出 引退                                                                                       | 2005年1月3日 – 2019年12月31日                                                                         | 共和党                                                                                                | ジョニー・アイザクソン                                                                                | 28 |                |
| 38 | デイビット・パーデュー                                                                                          | 共和党 | 2015年1月3日 – 2021年1月3日                                                                                     | 2014年選出 | 39 |                                                                                 | 39 | 2019年12月31日 – 2020年1月6日                                                                         | 空席                                                                                                  | 空席                                                                                                  | 空席                                                                                                  | |                |
| 38 | デイビット・パーデュー                                                                                          | 共和党 | 2015年1月3日 – 2021年1月3日                                                                                     | 2014年選出 | 39 | アイザクソンの任期を引き継ぐため任命                                            | 39 | 2020年1月6日 – 2021年1月20日                                                                          | 共和党                                                                                                | ケリー・レフラー                                                                                      | 29 | |                |
| 空席 | 空席 | 空席 | 2021年1月3日 – 2021年1月20日                                                                                    | | 40 | アイザクソンの任期を引き継ぐため任命                                            | 39 | 2020年1月6日 – 2021年1月20日                                                                          | 共和党                                                                                                | ケリー・レフラー                                                                                      | 29 | 117                                                                                                   |                |
| 39 | ジョン・オソフ                                                                                                  | 民主党 | 2021年1月20日 – 現職                                                                                            | 2021年選出 | 40 | アイザクソンの任期を引き継ぐため選出                                            | 39 | 2021年1月20日 – 現職                                                                                  | 民主党                                                                                                | ラファエル・ワーノック                                                                                | 30 | 117                                                                                                   |                |
| 39 | ジョン・オソフ                                                                                                  | 民主党 | 2021年1月20日 – 現職                                                                                            | 2021年選出 | 40 | 118                                                                             | 40 | 2022年改選予定                                                                                        | 2022年改選予定                                                                                        | 2022年改選予定                                                                                        | 2022年改選予定                                                                                        | 2022年改選予定                                                                                        | 2022年改選予定 |
| 39 | ジョン・オソフ                                                                                                  | 民主党 | 2021年1月20日 – 現職                                                                                            | 2021年選出 | 40 | 119                                                                             | 40 | 2022年改選予定                                                                                        | 2022年改選予定                                                                                        | 2022年改選予定                                                                                        | 2022年改選予定                                                                                        | 2022年改選予定                                                                                        | 2022年改選予定 |
| 2026年改選予定                                                                                                  | 2026年改選予定                                                                                                  | 2026年改選予定                                                                                                  | 2026年改選予定                                                                                                  | 2026年改選予定                                                                                                  | 41 | 120                                                                             | 40 | 2022年改選予定                                                                                        | 2022年改選予定                                                                                        | 2022年改選予定                                                                                        | 2022年改選予定                                                                                        | 2022年改選予定                                                                                        | 2022年改選予定 |
| # | 氏名 | 所属政党 | 在職期間 | 選挙歴 | 任 期 |                                                                                 | 任 期                                                                                                 | 選挙歴                                                                                                | 在職期間                                                                                              | 所属政党                                                                                              | 氏名                                                                                                  | # |                |
| 第2部 | 第2部 | 第2部 | 第2部 | 第2部 | 第2部 | 第3部                                                                           | 第3部                                                                                                 | 第3部                                                                                                 | 第3部                                                                                                 | 第3部                                                                                                 | 第3部                                                                                                 | |                |

## 参照
1. ↑  Stryker, James (September 1849). Stryker's American Register and Magazine. 3. p. 427
2. ↑  Byrd, p. 114.
3. 1 2   The Tribune Almanac and Political Register 1908. New York: The Tribune Association. (1908). p. 258
4. ↑  “Senator Clay of Georgia Re-elected.”. The New York Times. (1902年11月5日). p. 2